# Сборная Канады по хоккею с шайбой
Сборная Канады по хоккею с шайбой — национальная команда, представляющая Канаду на международных турнирах по хоккею с шайбой. Управляется Федерацией хоккея Канады. Канада — член ИИХФ с 1920 года. В последние годы комплектуется полностью из игроков НХЛ. Прозвище «Team Canada» закрепилось за командой после Суперсерии СССР — Канада 1972 года и часто использовалось по отношению к канадской сборной в дальнейшем.
Сборная Канады как команда-«родоначальница» хоккея считается одной из сильнейших команд на международной арене, в мировом рейтинге ИИХФ за 2024 год находится на первом месте. Она выиграла Суперсерию СССР — Канада 1972 года, 4 из 5 кубков Канады, девять раз побеждала на Олимпийских играх и 28 — на чемпионатах мира, будучи лидером по данному показателю, а также 16 раз завоёвывала Кубок Шпенглера и два раза Кубок мира, в 2004 и 2016 годах. Наряду со сборными России, Швеции, Финляндии, Чехии и США входит в «большую хоккейную шестёрку».

## История
С 1920 по 1963 годы Канаду представлял один из любительских клубов, чаще всего победитель или финалист кубка Аллана. Последней такой командой, выигравшей чемпионат мира, стал клуб Трэйл Смоки Итерз в 1961.
В 1962 году Дэвид Бауэр предложил Канадской ассоциации любительского хоккея собрать национальную хоккейную команду из любителей со всей Канады. Идея была принята, базой сборной стал Университет Британской Колумбии. Первым крупным турниром с участием новой команды стала Олимпиада 1964, где Канада заняла четвёртое место. С 1964 года на счету канадской сборной 5 золотых медалей чемпионов мира и 2 — Олимпийских игр.
До выхода на международную хоккейную арену СССР Канада полностью доминировала в международном хоккее, ей принадлежало 15 из 18 золотых медалей чемпионатов мира, в которых канадская команда участвовала, до 1954 года. За все это время канадцы только раз проиграли европейской команде в официальном матче — уступили сборной Чехословакии со счётом 2:3 в 1949, если не учитывать проигрыш сборной Великобритании на чемпионате мира 1936, состоявшей из натурализованных в Великобритании канадцев (студенты британских университетов).
Однако после 1954 года канадцы утратили былое значение, уступив ведущую роль команде СССР, и все чаще проигрывали другим командам из Европы, в первую очередь сборным Чехословакии и Швеции. Во многом это связано с тем, что ведущие канадские хоккеисты являлись профессионалами.
До 1977 года профессиональным игрокам было запрещено участвовать в турнирах ИИХФ. Хоккеисты сборных СССР, Чехословакии и некоторых других стран считались любителями, хотя спорт был их единственным занятием. Такое положение дел возмущало канадскую хоккейную федерацию и в 1970 году она вышла из ИИХФ. В 1977 году после переговоров главы ИИХФ Гюнтера Сабецки и хоккейных функционеров Канады и США профессионалы были допущены на международные соревнования, а Канада вернулась в ИИХФ. Тем не менее сильнейшим составом на ЧМ сборная Канады никогда не собиралась, так как чемпионаты мира проводятся в то же время, что и плей-офф Кубка Стэнли. Это приводит к отсутствию на мировом первенстве многих ведущих игроков и низкому интересу к нему в Северной Америке. Олимпийский хоккейный турнир — на данный момент самый престижный из хоккейных турниров, также проводится во время сезона НХЛ, но в последние пять Олимпиад в нём был сделан перерыв для того, чтобы игроки НХЛ смогли участвовать в Олимпийских играх.
Из пяти Олимпиад с участием всех сильнейших хоккеистов мира, сборная Канады завоёвывала золото на трёх, в 2002, 2010, 2014 годах. На Чемпионате мира в 2010 году не попала в полуфинал, ей не повезло и в 2011 году. В 2012 году последовало поражение от словацкой дружины. В четвертьфинале чемпионата мира 2013 сборная уступила команде Швеции, а в четвертьфинале чемпионата мира 2014 команде Финляндии. После чего Канада дважды подряд уверенно выиграла золотые медали, в 2015 и 2016 годах. Канадцы выиграли на этих двух турнирах 19 матчей из 20, с общей разницей шайб 112-26.
Закреплённые номера
1. Марио Лемьё
2. Уэйн Гретцки

## Достижения

### Олимпийские игры
Олимпийские хоккейные турниры между 1920 и 1968 годами также считались чемпионатами мира.
| Год                                                 | Место проведения              | Результат |
| --------------------------------------------------- | ----------------------------- | --------- |
| 1920                                                | Антверпен, Бельгия            | Золото    |
| 1924                                                | Шамони, Франция               | Золото    |
| 1928                                                | Санкт-Мориц, Швейцария        | Золото    |
| 1932                                                | Лейк-Плэсид, США              | Золото    |
| 1936                                                | Гармиш-Партенкирхен, Германия | Серебро   |
| Олимпиады в 1940 и 1944 не проводились из-за войны. |                               |           |
| 1948                                                | Санкт-Мориц, Швейцария        | Золото    |
| 1952                                                | Осло, Норвегия                | Золото    |
| 1956                                                | Кортина д'Ампеццо, Италия     | Бронза    |
| 1960                                                | Скво-Вэлли, США               | Серебро   |
| 1964                                                | Инсбрук, Австрия              | 4-е место |
| 1968                                                | Гренобль, Франция             | Бронза    |
| Не участвовала в Олимпиадах 1972 и 1976.            |                               |           |
| 1980                                                | Лейк-Плэсид, США              | 6-е место |
| 1984                                                | Сараево, Югославия            | 4-е место |
| 1988                                                | Калгари, Канада               | 4-е место |
| 1992                                                | Альбервиль, Франция           | Серебро   |
| 1994                                                | Лиллехаммер, Норвегия         | Серебро   |
| 1998                                                | Нагано, Япония                | 4-е место |
| 2002                                                | Солт-Лейк-Сити, США           | Золото    |
| 2006                                                | Турин, Италия                 | 7-е место |
| 2010                                                | Ванкувер, Канада              | Золото    |
| 2014                                                | Сочи, Россия                  | Золото    |
| 2018                                                | Пхёнчхан, Республика Корея    | Бронза    |
| 2022                                                | Пекин, Китай                  | 6-е место |

### Чемпионаты мира
Все олимпийские хоккейные турниры с 1920 по 1968 считались чемпионатами мира, таким образом хоккейный турнир на Олимпиаде 1920 считается первым чемпионатом мира по хоккею с шайбой. ЧМ не проводился в 1980, 1984 и 1988 из-за зимних Олимпиад и в 2020 из-за пандемии коронавируса.
| Год                                                                        | Место проведения                                 | Результат      |
| -------------------------------------------------------------------------- | ------------------------------------------------ | -------------- |
| 1920                                                                       | Антверпен, Бельгия                               | Золото         |
| 1924                                                                       | Шамони, Франция                                  | Золото         |
| 1928                                                                       | Санкт-Мориц, Швейцария                           | Золото         |
| 1930                                                                       | Шамони, Франция; Берлин, Германия; Вена, Австрия | Золото         |
| 1931                                                                       | Крыница-Здруй, Польша                            | Золото         |
| 1932                                                                       | Лейк-Плэсид, США                                 | Золото         |
| 1933                                                                       | Прага, Чехословакия                              | Серебро        |
| 1934                                                                       | Милан, Италия                                    | Золото         |
| 1935                                                                       | Давос, Швейцария                                 | Золото         |
| 1936                                                                       | Гармиш-Партенкирхен, Германия                    | Серебро        |
| 1937                                                                       | Лондон, Великобритания                           | Золото         |
| 1938                                                                       | Прага, Чехословакия                              | Золото         |
| 1939                                                                       | Цюрих/Базель, Швейцария                          | Золото         |
| Чемпионаты мира не проводились в 1940—1946 гг. из-за второй мировой войны. |                                                  |                |
| 1947                                                                       | Не участвовала                                   | Не участвовала |
| 1948                                                                       | Санкт-Мориц, Швейцария                           | Золото         |
| 1949                                                                       | Стокгольм, Швеция                                | Серебро        |
| 1950                                                                       | Лондон, Великобритания                           | Золото         |
| 1951                                                                       | Париж, Франция                                   | Золото         |
| 1952                                                                       | Осло, Норвегия                                   | Золото         |
| 1953                                                                       | Не участвовала                                   | Не участвовала |
| 1954                                                                       | Стокгольм, Швеция                                | Серебро        |
| 1955                                                                       | Крефельд/Дортмунд/Кёльн, ФРГ                     | Золото         |
| 1956                                                                       | Кортина д'Ампеццо, Италия                        | Бронза         |
| 1957                                                                       | Не участвовала                                   | Не участвовала |
| 1958                                                                       | Осло, Норвегия                                   | Золото         |
| 1959                                                                       | Прага/Братислава, ЧССР                           | Золото         |
| 1960                                                                       | Скво-Велли, США                                  | Серебро        |
| 1961                                                                       | Женева/Лозанна, Швейцария                        | Золото         |
| 1962                                                                       | Колорадо-Спрингс/Денвер, США                     | Серебро        |
| 1963                                                                       | Стокгольм, Швеция                                | 4-е место      |
| 1964                                                                       | Инсбрук, Австрия                                 | 4-е место      |
| 1965                                                                       | Тампере, Финляндия                               | 4-е место      |
| 1966                                                                       | Любляна, Югославия                               | Бронза         |
| 1967                                                                       | Вена, Австрия                                    | Бронза         |
| 1968                                                                       | Гренобль, Франция                                | Бронза         |
| 1969                                                                       | Стокгольм, Швеция                                | 4-е место      |
| Канада не участвовала в турнирах IIHF в 1970—1976 гг.                      |                                                  |                |
| 1977                                                                       | Вена, Австрия                                    | 4-е место      |
| 1978                                                                       | Прага, ЧССР                                      | Бронза         |
| 1979                                                                       | Москва, СССР                                     | 4-е место      |
| 1981                                                                       | Гётеборг/Стокгольм, Швеция                       | 4-е место      |
| 1982                                                                       | Хельсинки/Тампере, Финляндия                     | Бронза         |
| 1983                                                                       | Дюссельдорф/Дортмунд/Мюнхен, ФРГ                 | Бронза         |
| 1985                                                                       | Прага, ЧССР                                      | Серебро        |
| 1986                                                                       | Москва, СССР                                     | Бронза         |
| 1987                                                                       | Вена, Австрия                                    | 4-е место      |
| 1989                                                                       | Стокгольм/Сёдертелье, Швеция                     | Серебро        |
| 1990                                                                       | Берн/Фрибур, Швейцария                           | 4-е место      |
| 1991                                                                       | Турку/Хельсинки/Тампере, Финляндия               | Серебро        |
| 1992                                                                       | Прага/Братислава, Чехословакия                   | 7-е место      |
| 1993                                                                       | Дортмунд/Мюнхен, ФРГ                             | 4-е место      |
| 1994                                                                       | Больцано/Канацеи/Милан, Италия                   | Золото         |
| 1995                                                                       | Стокгольм/Евле, Швеция                           | Бронза         |
| 1996                                                                       | Вена, Австрия                                    | Серебро        |
| 1997                                                                       | Турку/Хельсинки/Тампере, Финляндия               | Золото         |
| 1998                                                                       | Цюрих/Базель, Швейцария                          | 6-е место      |
| 1999                                                                       | Осло/Лиллехаммер/Хамар, Норвегия                 | 4-е место      |
| 2000                                                                       | Санкт-Петербург, Россия                          | 4-е место      |
| 2001                                                                       | Кёльн/Ганновер/Нюрнберг, ФРГ                     | 5-е место      |
| 2002                                                                       | Гётеборг/Карлстад/Йёнчёпинг, Швеция              | 6-е место      |
| 2003                                                                       | Турку/Хельсинки/Тампере, Финляндия               | Золото         |
| 2004                                                                       | Прага/Острава, Чехия                             | Золото         |
| 2005                                                                       | Инсбрук/Вена, Австрия                            | Серебро        |
| 2006                                                                       | Рига, Латвия                                     | 4-е место      |
| 2007                                                                       | Москва/Мытищи, Россия                            | Золото         |
| 2008                                                                       | Квебек/Галифакс, Канада                          | Серебро        |
| 2009                                                                       | Берн/Цюрих, Швейцария                            | Серебро        |
| 2010                                                                       | Кёльн/Маннгейм/Гельзенкирхен, Германия           | 7-е место      |
| 2011                                                                       | Братислава/Кошице, Словакия                      | 5-е место      |
| 2012                                                                       | Хельсинки, Финляндия/Стокгольм, Швеция           | 5-е место      |
| 2013                                                                       | Стокгольм, Швеция/Хельсинки, Финляндия           | 5-е место      |
| 2014                                                                       | Минск, Беларусь                                  | 5-е место      |
| 2015                                                                       | Прага/Острава, Чехия                             | Золото         |
| 2016                                                                       | Москва/Санкт-Петербург, Россия                   | Золото         |
| 2017                                                                       | Кёльн, Германия/Париж, Франция                   | Серебро        |
| 2018                                                                       | Копенгаген/Хернинг, Дания                        | 4-е место      |
| 2019                                                                       | Братислава/Кошице, Словакия                      | Серебро        |
| 2021                                                                       | Рига, Латвия                                     | Золото         |
| 2022                                                                       | Хельсинки/Тампере, Финляндия                     | Серебро        |
| 2023                                                                       | Тампере, Финляндия/Рига, Латвия                  | Золото         |
| 2024                                                                       | Прага/Острава, Чехия                             | 4-е место      |
| 2025                                                                       | Стокгольм, Швеция/Хернинг, Дания                 | 5-е место      |

### Суперсерии со сборной СССР
- 1972 Канада (НХЛ) — СССР — Победа: 4-1-3
- 1974 Канада (ВХА)[3] — СССР — Поражение: 1-3-4

### Кубок Канады
- 1976 — Победа
- 1981 — 2-е место
- 1984 — Победа
- 1987 — Победа
- 1991 — Победа

### Кубок мира
- 1996 — 2-е место
- 2004 — Победа
- 2016 — Победа

### Турнир четырёх наций
- 2025 — Победа

### Кубок Шпенглера
В Кубке Шпенглера сборная Канады соревнуется с европейскими клубными командами, такими как ХК Давос, которые каждый год проводят турнир на Вайллант Арене. Изначально Канаду на этом турнире представляла постоянная национальная команда, но впоследствии она стала состоять из канадцев, играющих в европейских лигах или АХЛ. В общей сложности сборная Канады выиграла 16 кубков Шпенглера.
| Результат | Год                                                                                            |
| --------- | ---------------------------------------------------------------------------------------------- |
| Победа    | 1984, 1986, 1987, 1992, 1995, 1996, 1997, 1998, 2002, 2003, 2007, 2012, 2015, 2016, 2017, 2019 |
| 2-е место | 1985, 1988, 1990, 2000, 2001, 2005, 2006, 2008, 2010, 2018                                     |
| 3-е место | 1989, 1991, 1994, 1999, 2004, 2009                                                             |

## Текущий состав
Состав сборной Канады на Турнире четырёх наций 2025:
| Номер | Имя                | Позиция    | Хват   | Рост, см | Вес, кг | Дата рождения | Клуб                |
| ----- | ------------------ | ---------- | ------ | -------- | ------- | ------------- | ------------------- |
| 9     | Сэм Беннетт        | Нападающий | Левый  | 183      | 82      | 20.06.1996    | Флорида Пантерз     |
| 50    | Джордан Биннингтон | Вратарь    | Левый  | 188      | 73      | 11.07.1993    | Сент-Луис Блюз      |
| 71    | Энтони Сирелли     | Нападающий | Левый  | 183      | 83      | 15.07.1997    | Тампа-Бэй Лайтнинг  |
| 87    | Сидни Кросби —     | Нападающий | Левый  | 180      | 91      | 07.08.1987    | Питтсбург Пингвинз  |
| 89    | Дрю Даути          | Защитник   | Правый | 185      | 92      | 08.12.1989    | Лос-Анджелес Кингз  |
| 38    | Брэндон Хэйгел     | Нападающий | Левый  | 188      | 81      | 27.08.1998    | Тампа-Бэй Лайтнинг  |
| 33    | Эдин Хилл          | Вратарь    | Левый  | 198      | 92      | 11.05.1996    | Вегас Голден Найтс  |
| 24    | Сет Джарвис        | Нападающий | Правый | 178      | 79      | 01.02.2002    | Каролина Харрикейнз |
| 11    | Трэвис Конекни     | Нападающий | Правый | 178      | 79      | 11.03.1997    | Филадельфия Флайерз |
| 29    | Натан Маккиннон    | Нападающий | Правый | 183      | 93      | 01.09.1995    | Колорадо Эвеланш    |
| 8     | Кейл Макар —       | Защитник   | Правый | 180      | 85      | 30.10.1998    | Колорадо Эвеланш    |
| 63    | Брэд Маршан        | Нападающий | Левый  | 175      | 83      | 11.05.1988    | Флорида Пантерз     |
| 16    | Митч Марнер        | Нападающий | Правый | 183      | 77      | 05.05.1997    | Торонто Мейпл Лифс  |
| 97    | Коннор Макдэвид —  | Нападающий | Левый  | 185      | 87      | 13.01.1997    | Эдмонтон Ойлерз     |
| 35    | Сэм Монтембо       | Вратарь    | Левый  | 191      | 94      | 30.10.1996    | Монреаль Канадиенс  |
| 44    | Джош Моррисси      | Защитник   | Левый  | 183      | 88      | 28.03.1995    | Виннипег Джетс      |
| 55    | Колтон Парайко     | Защитник   | Правый | 198      | 104     | 12.05.1993    | Сент-Луис Блюз      |
| 21    | Брэйден Пойнт      | Нападающий | Правый | 180      | 77      | 13.03.1996    | Тампа-Бэй Лайтнинг  |
| 13    | Сэм Райнхарт       | Нападающий | Правый | 192      | 87      | 06.11.1995    | Флорида Пантерз     |
| 6     | Трэвис Сэнхайм     | Защитник   | Левый  | 193      | 90      | 29.03.1996    | Филадельфия Флайерз |
| 61    | Марк Стоун         | Нападающий | Правый | 193      | 100     | 13.05.1992    | Вегас Голден Найтс  |
| 27    | Ши Теодор          | Защитник   | Левый  | 188      | 88      | 03.08.1995    | Вегас Голден Найтс  |
| 48    | Томас Харли        | Защитник   | Левый  | 191      | 85      | 19.08.2001    | Даллас Старз        |
| 5     | Девон Тэйвз        | Защитник   | Левый  | 185      | 87      | 21.02.1994    | Колорадо Эвеланш    |

| Должность            | Имя          | Гражданство | Дата рождения |
| -------------------- | ------------ | ----------- | ------------- |
| Главный тренер       | Джон Купер   | Канада      | 23.08.1967    |
| Ассистент тренера    | Рик Токкет   | Канада      | 09.04.1964    |
| Ассистент тренера    | Брюс Кэссиди | Канада      | 20.05.1965    |
| Ассистент тренера    | Питер Дебур  | Канада      | 13.06.1968    |
| Генеральный менеджер | Дон Суини    | Канада      | 17.08.1966    |

### Тренеры
| Олимпийские игры 1. Фрэнк Ранкин, 1924 2. Конн Смит, 1928 3. Джэк Хьюз, 1932 4. Эл Падас, 1936 5. Фрэнк Боучер, 1948 6. Луи Холмс, 1952 7. Бобби Бауэр, 1956, 1960 8. Дэвид Бауэр, 1964 9. Джэкки Маклеод, 1968 10. Лорн Дэвис, Клэр Дрэйк, Том Уатт (совместно), 1980 11. Дэйв Кинг, 1984, 1988, 1992 12. Том Ренни, 1994 13. Марк Кроуфорд, 1998 14. Пэт Куинн, 2002, 2006 15. Майк Бэбкок, 2010, 2014 16. Уилли Дежарден, 2018 17. Клод Жюльен / Джереми Коллитон (и. о.), 2022 Суперсерии 1. Гарри Синден, 1972 (НХЛ) 2. Билли Харрис, 1974 (ВХА) Кубки Канады 1. Скотти Боумэн, 1976, 1981 2. Глен Сатер, 1984 3. Майк Кинан, 1987 и 1991 Кубки мира 1. Глен Сатер, 1996 2. Пэт Куинн, 2004 3. Майк Бэбкок, 2016 | Чемпионаты мира 1. Гордон Сигурйонсон, 1920 2. Лез Аллен, 1930 3. Блэйк Уилсон, 1931 4. Харолд Баллард, 1933 5. Джонни Уолкер, 1934 6. Скотти Оливер, 1935 7. Джон Ачтзенер, 1937 8. Макс Силверман, 1938 9. Элмен Пайпер, 1939 10. Макс Силверман, 1949 11. Джимми Грэм, 1950 12. Дик Грэй, 1951 13. Грег Карри, 1954 14. Грант Уорик, 1955 15. Сид Смит, 1958 16. Айк Хилдебранд, 1959 17. Ллойд Роубелл, 1961, 1962 18. Бобби Кромм, 1963 19. Гордон Симпсон, 1965 20. Джэкки Маклеод, 1966, 1967, 1969 21. Джонни Уилсо 22. Дон Черри, 1981 23. Ред Беренсон, 1982 24. Дэйв Кинг, 1983, 1987, 1989, 1990, 1991, 1992 25. Даг Карпентер, 1985 26. Пэт Куинн, 1986 27. Майк Кинан, 1993 28. Джордж Кингстон, 1994 29. Том Ренни, 1995, 1996, 2000 30. Энди Мюррей, 1997, 1998, 2003, 2007 31. Майк Джонстон, 1999 32. Уэйн Флеминг, 2001, 2002 33. Майк Бэбкок, 2004 34. Марк Хабшейд, 2005, 2006 35. Кен Хичкок, 2008, 2011 36. Линди Рафф, 2009, 2013 37. Крейг Мактавиш, 2010 38. Брент Саттер, 2012 39. Дэйв Типпетт, 2014 40. Тодд Маклеллан, 2015 41. Билл Питерс, 2016, 2018 42. Джон Купер, 2017 43. Ален Виньо, 2019 44. Жерар Галлан, 2021 45. Клод Жюльен, 2022 46. Андре Туриньи, 2023 |

## Форма

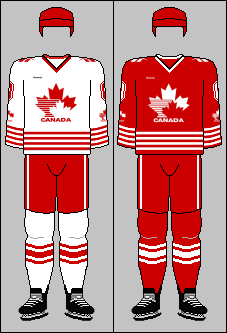
ОИ-1994
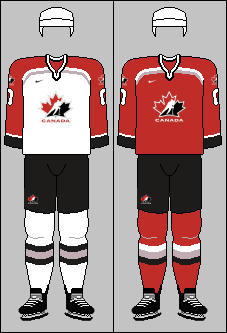
ОИ-1998
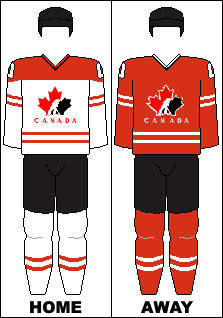
2008-2014
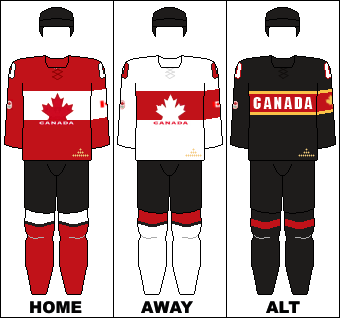
ОИ-2014
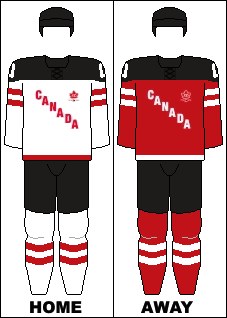
ЧМ-2015
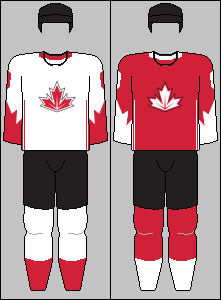
КМ-2016
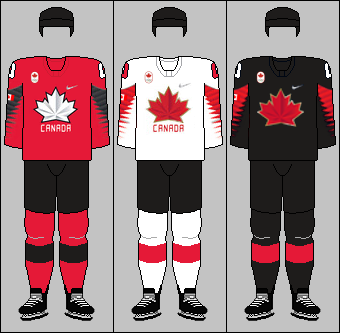
ОИ-2018
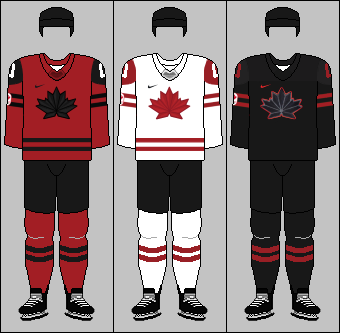
ОИ-2022
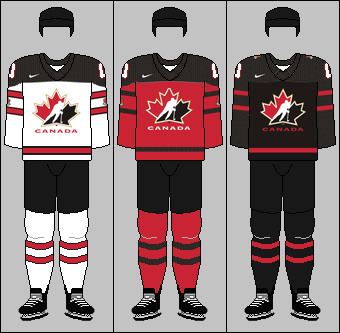
ЧМ-2022